# Fabio Gaggini
Fabio Gaggini (6 marzo 1956) è un avvocato e dirigente sportivo svizzero.
È stato il tredicesimo presidente dell'Hockey Club Lugano dal 1991 al 2001.

## Carriera professionale
Fabio Gaggini iniziò la sua carriera legale nel 1984 come praticante avvocato presso lo Studio Carlo Sganzini di Lugano, diventandone partner nel 1988. 
Inizia la sua formazione accademica nel 1979 presso la Facoltà di Economia dell'Università di Losanna, dove ottenne la Licenza in economia (lic. oec. HEC). Successivamente, nel 1983, si laurea in Giurisprudenza (lic. iur.) presso l'Università di Ginevra. Nel 1986, Gaggini ottenne l'abilitazione all'esercizio della professione legale presso tutti i tribunali svizzeri. Nel 1988 intraprende un incarico come docente di gestione aziendale e commercio presso la Camera di Commercio del Cantone Ticino, ruolo che ricoprirà fino al 1993.
Nel periodo 2002-2003, acquisì ulteriore formazione diventando mediatore riconosciuto dalla Federazione Svizzera degli Avvocati. Nel 2006, Gaggini diventa partner dello Studio Gaggini & Partners di Lugano. Negli anni l'avv. Gaggini ha maturato una vasta esperienza in diritto commerciale, societario e bancario, nonché nella regolamentazione dei mercati finanziari e attualmente è membro in consigli di amministrazione di importanti istituti finanziari, commerciali ed industriali sia svizzeri che esteri.

## Statistiche
Statistiche aggiornate a luglio 2013.

### Dirigente
| Stagione  | Squadra | Lega | Ruolo     | Note |
| --------- | ------- | ---- | --------- | ---- |
| 1991-1992 | Lugano  | NLA  | President |      |
| 1992-1993 | Lugano  | NLA  | President |      |
| 1993-1994 | Lugano  | NLA  | President |      |
| 1994-1995 | Lugano  | NLA  | President |      |
| 1995-1996 | Lugano  | NLA  | President |      |
| 1996-1997 | Lugano  | NLA  | President |      |
| 1997-1998 | Lugano  | NLA  | President |      |
| 1998-1999 | Lugano  | NLA  | President |      |
| 1999-2000 | Lugano  | NLA  | President |      |
| 2000-2001 | Lugano  | NLA  | President |      |